# Villepinte
Villepinte je severovzhodno predmestje Pariza in občina v  departmaju Seine-Saint-Denis osrednje francoske regije Île-de-France. Leta 1999 je imelo naselje 33.782 prebivalcev.

## Geografija
Villepinte leži v severovzhodnem delu departmaja 18 km severovzhodno od središča Pariza, v osrčju pokrajine Pays de France. Občina meji na vzhodu na Tremblay-en-France, na jugu na Vaujours, na zahodu na Sevran in Aulnay-sous-Bois, , na severu pa na občino v departmaju Val-d'Oise Gonesse.

## Administracija
Villepinte je sedež istoimenskega kantona, vključenega v okrožje Le Raincy.

## Pobratena mesta
- Schwendi-Schöneburg (Nemčija);